# Badia (Mali)
Badia is een gemeente (commune) in de regio Kayes in Mali. De gemeente telt 7100 inwoners (2009).
De gemeente bestaat uit de volgende plaatsen:
- Boro
- Daféla (hoofdplaats)
- Golobiladji
- Gontan
- Makana-Bambara
- Makana-Birgo
- Sananfara
- Toumoumba